# Adrian Frutiger
Adrian Frutiger (prononcé en allemand standard suisse : /ˈaːdriaːn ˈfruːtɪɡər/), né le 24 mai 1928 à Unterseen et mort le 10 septembre 2015  à Bremgarten bei Bern est un typographe suisse, créateur de polices de caractères et de logotypes.

## Biographie

### École et apprentissage

#### Apprentissage à Interlaken (1944–1948)

La région d'origine d'Adrian Frutiger (Interlaken et Unterseen)

Adrian Johann Frutiger naît dans le canton de Berne, en Suisse. Son père est tisserand. Il explique que, très tôt dans sa vie, il a compris que son monde serait en deux dimensions et, à 16 ans, il savait que son travail serait en noir et blanc. L'enseignant Ernst Eberhard le recommande à un ami imprimeur, ce qui permet à Frutiger de faire un apprentissage chez Otto Schlaefli à Interlaken, dans un atelier d’imprimerie au plomb, entre 1944 et 1948 (de 16 à 20 ans),. Durant les années de guerre, une grande quantité de tâches d’exécution est confiée aux apprentis, qui doivent maîtriser toute la chaîne de l’impression. Son patron lui permet l’inscription à un cours du soir en gravure sur bois. Dans son temps libre, Frutiger édite un petit livret, un catalogue des anciennes églises autour du lac de Thoune. Il réalise les illustrations (gravures sur bois), rédige les textes et effectue la mise en page, dans une esthétique traditionnelle.

#### Études à Zurich (1949–1951)
Pour rassembler l’argent nécessaire aux études, Frutiger est apprenti pendant une année (en 1948) comme compositeur typographe dans une imprimerie à Zurich (Gebr. Fretz AG). Il s'inscrit à la Kunstgewerbeschule Zurich (école d'arts appliqués) dans la formation spécialisée de concepteur de caractères où il est étudiant de 1949 à 1951. L’enseignement comporte deux branches principales: la calligraphie (« Schriftschreiben ») auprès d’Alfred Willimann, et le dessin de caractères (« Schriftzeichnen ») auprès de Walter Käch. Il y étudie également la sculpture, l'illustration et la gravure. Dans le cours de Käch, Frutiger (alors âgé de 22 ans) dessine en 1950 les premières esquisses d'un caractère sans serif modulaire qui deviendra par la suite Univers. Dans le cours de Willimann, Frutiger apprend l’évolution historique des écritures. 
Son travail de diplôme montre "le développement de l’écriture occidentale", à travers des planches imprimées à partir de bois gravés à la main. Ce travail est édité sous la forme d'un leporello, accompagné d’un texte de Willimann. Ayant gagné un prix fédéral, il est édité à 3000 exemplaires.

### Chez Deberny & Peignot
Frutiger envoie une copie de son travail de diplôme à des fonderies d'Allemagne et de France, dont l'importante fonderie Deberny & Peignot. Charles Peignot l'invite à venir travailler dans son entreprise. En 1952, âgé de 24 ans, Frutiger déménage à Paris et débute son travail comme créateur de polices de caractères chez Deberny & Peignot où il travaille avec Ladislas Mandel, Albert Boton et d'autres. Il travaille à partir de 1954 sur photocomposeuse Lumitype,. Alors qu'il est chargé d'adapter pour ce système des fontes existantes, il développe ses premières créations importantes, les caractères Meridien et Univers. 

### L'atelier Frutiger
Au début des années 1960, Adrian Frutiger fonde son propre atelier avec André Gürtler et Bruno Pfäffli. Entre 1957 et 1967, il occupe le poste de directeur artistique à la maison d'édition Hermann. Il quitte Deberny & Peignot en 1964. 
L'atelier Frutiger est chargé de créer des alphabets d'entreprise, pour des clients comme Électricité de France (1964-1967), British Petroleum, ou la société d'outillage Facom (1970-1971), des caractères de signalétique, notamment pour l'aéroport de Paris-Charles-de-Gaulle, le Métro parisien, ou le Centre Georges-Pompidou, ainsi que des logos, dont ceux de la Réunion des Musées Nationaux (1969), des Autoroutes Rhône-Alpes (1979-1983) ou du Musée Rodin (1972).
À partir de 1968, Frutiger collabore pendant de nombreuses années avec la société Linotype, dont ses caractères contribuent à asseoir le succès. Il crée notamment les polices Méridien, Univers (lancée en 1957 et qui l'a rendu mondialement célèbre), Avenir, Frutiger, Centennial, Versailles, Iridium, Serifa et OCR-B.

### Les grands projets de signalétique

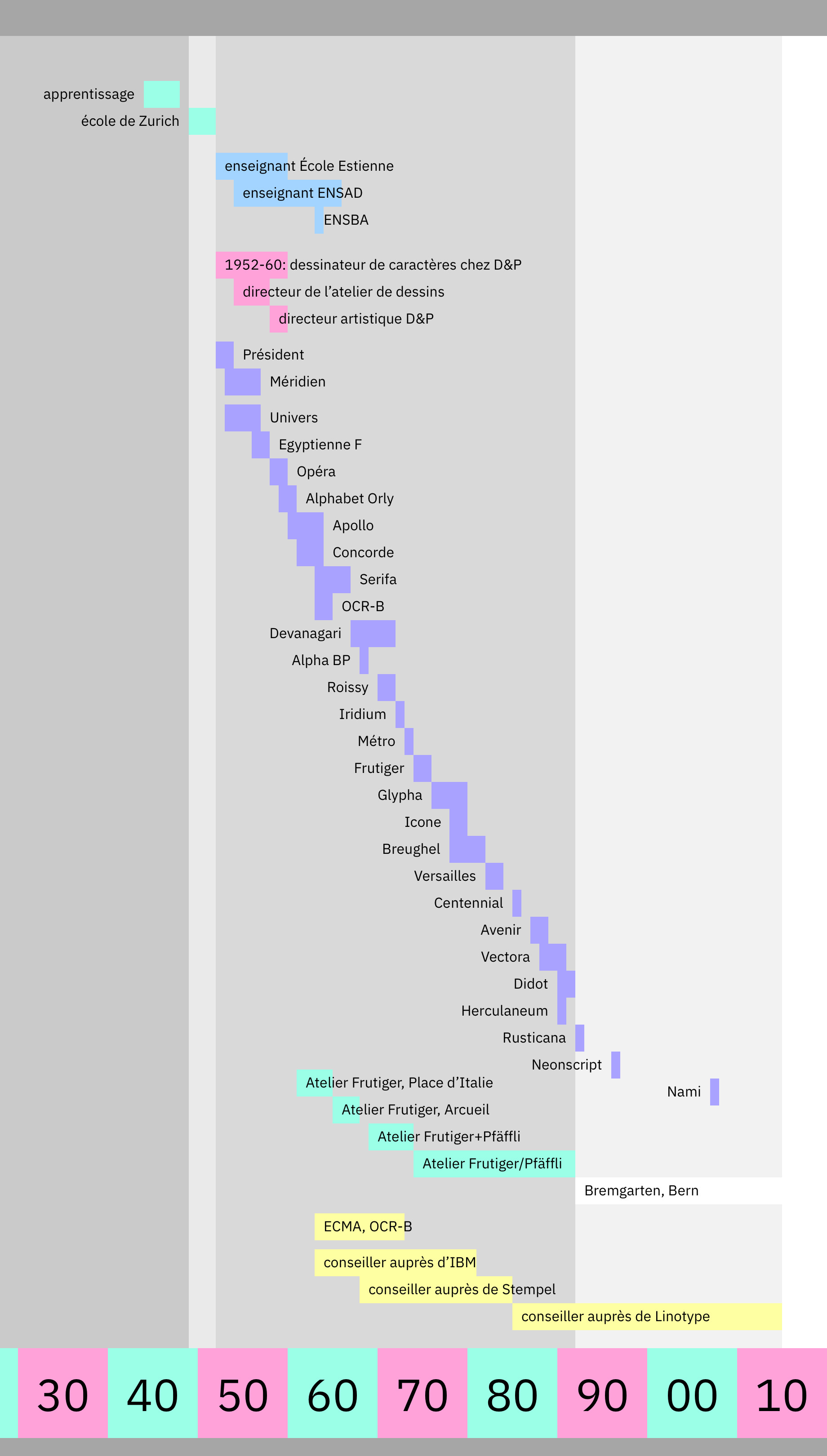
Vue chronologique de l'œuvre d'Adrian Frutiger

C'est la police développée dès 1970 pour la signalétique de l'aéroport de Paris-Charles-de-Gaulle qui est baptisée « Frutiger » par ses commanditaires, avec l'accord de son créateur. Cette écriture est aussi celle utilisée pour la signalétique touristique des autoroutes françaises et, depuis 2002, la variante ASTRA-Frutiger est adoptée pour toutes les signalisations routières suisses. Sa grande qualité est de bénéficier de nombreuses et subtiles corrections optiques afin d'optimiser sa lisibilité.
Au tout début des années 1970, il crée la police Métro, pour le métro parisien. Cet alphabet, comme celui de Roissy, est une adaptation réactualisée de l'Univers — l'un des caractères latins les plus utilisés au monde —, qu'il trouvait trop lié aux années 1960.
Adrian Frutiger attache une grande importance à l'esthétique des caractères et à leur aptitude à persuader (un adage en typographie est que « rose » ne s'écrit pas avec les mêmes caractères que « béton »). Il avait prophétisé jadis : « Un jour viendra où vous verrez des publicités ne contenant rien d'autre que quatre lignes en Garamond sur un fond blanc. » L'avenir lui donna raison : le Garamond sur fond blanc est une caractéristique essentielle de la communication d'Apple dans les années 1980 et 1990.
Dans une entrevue publiée dans Neue Zürcher Zeitung en 1994, Frutiger révèle qu'il perçoit 1,5 % du prix de vente de certaines de ses polices et s'avoue démuni face aux problèmes de piratage de certaines de ses créations ; il se résigne à considérer cette imitation comme une forme de flatterie.

### Prix et distinctions
- 1986 : Prix Gutenberg de la ville de Mayence (Allemagne)
- 1987 : Médaille du Type Directors Club of New York
- 1990 : Officier de l'Ordre des arts et des lettres (Paris)
- 1993 : Grand prix national des arts graphiques (France)[16]
- 2007 : Grand Prix de design (Suisse)[17]

## Polices de caractères dessinées par Adrian Frutiger
Adrian Frutiger crée durant sa carrière plus de 50 caractères, qui comprennent des caractères de texte, des caractères de titrage ("travaux de ville" selon la terminologie de Deberny & Peignot), des caractères de signalétique et 5 alphabets d'entreprise.
- Alpha BP
- Alphabet Orly
- Apollo
- ASTRA-Frutiger
- Avenir
- Avenir Next[18]
- Breughel LT
- Centennial Linotype
- Concorde
- Devanagari
- Didot Linotype
- Egyptienne F
- Frutiger
- Frutiger Arabic (consultant)
- Frutiger Next
- Frutiger Stones
- Frutiger Symbols
- Glypha
- Herculaneum
- Icone
- Iridium
- Meridien
- Metro (parisien)
- Nami
- Neonscript
- OCR-B
- Ondine
- Pompeijana
- President
- Roissy
- Rusticana
- Serifa
- Univers
- Vectora
- Versailles
- Westside
- Neue Frutiger (2009)[18]

Caractères de texte d'Adrian Frutiger
Univers, conçue en 1953, publiée en 1957.
Serifa, fonte conçue en 1963 et publiée en 1967.
OCR-B. Fonte conçue en 1963, publiée en 1965.
Frutiger, fonte conçue en 1974, publiée en 1976.
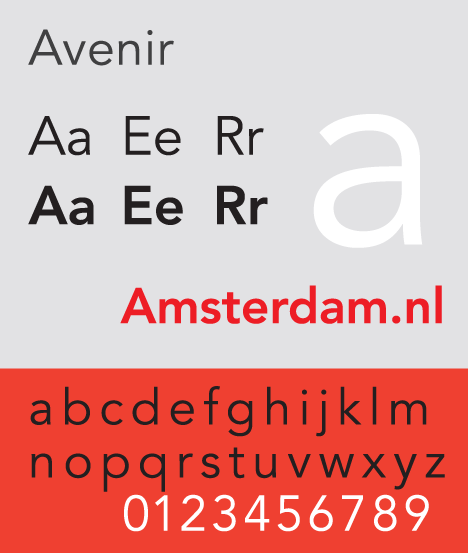
Avenir, fonte conçue en 1987, publiée en 1988.

### Caractères de signalétique
- Orly (1959-1961) – caractère pour la signalétique du nouvel aéroport Orly-Sud. Le projet est dirigé par Charles Peignot. Frutiger est chargé de l'exécution de l'alphabet, à partir du caractère Peignot (dessiné par Cassandre en 1937).
- Roissy (1970-1972) – caractère de signalisation pour l'aéroport de Paris-Charles-de-Gaulle. Ce projet occupe Frutiger pendant une dizaine d'années, et comporte des déclinaisons pour les panneaux d'affichage à plaquettes (caractère Roissy-Solaris, 1973-1974) et les moniteurs CRT (caractères TVP, 1978-1979)[12].
- Métro (1973) – caractère pour le métro parisien, fondé sur l'Univers.
- Alphabet CGP (1974-1976) – alphabet pour le Centre Georges-Pompidou, commandé par Jean Widmer, chargé de l'identité visuelle de ce nouveau centre culturel[12].
- ASTRA-Frutiger (1999-2002) – caractère pour le réseau routier suisse, commandé en 1999 par l'Office fédéral des routes.

Caractères de signalétique
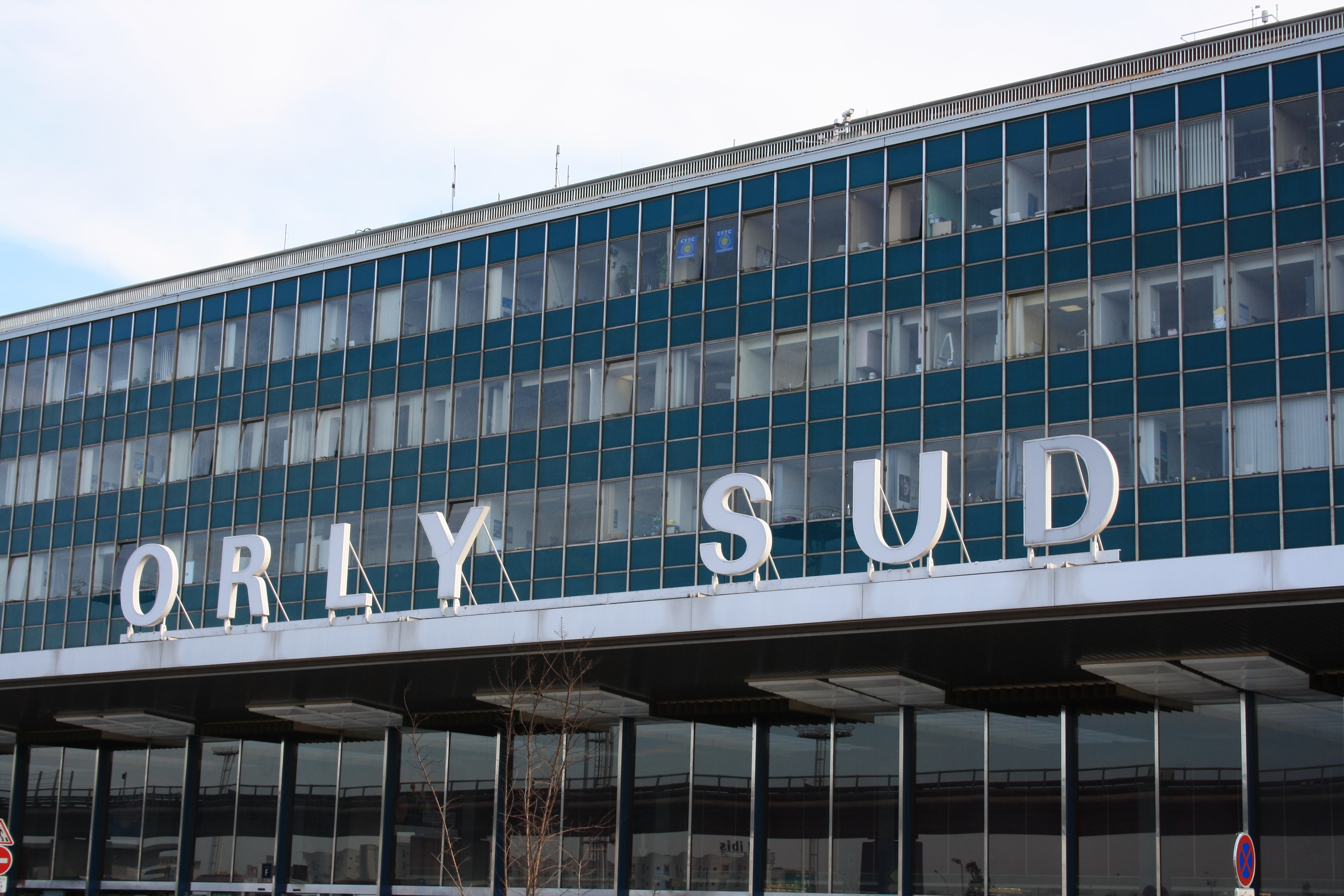
Alphabet Orly, caractère dessiné par Frutiger en 1959.
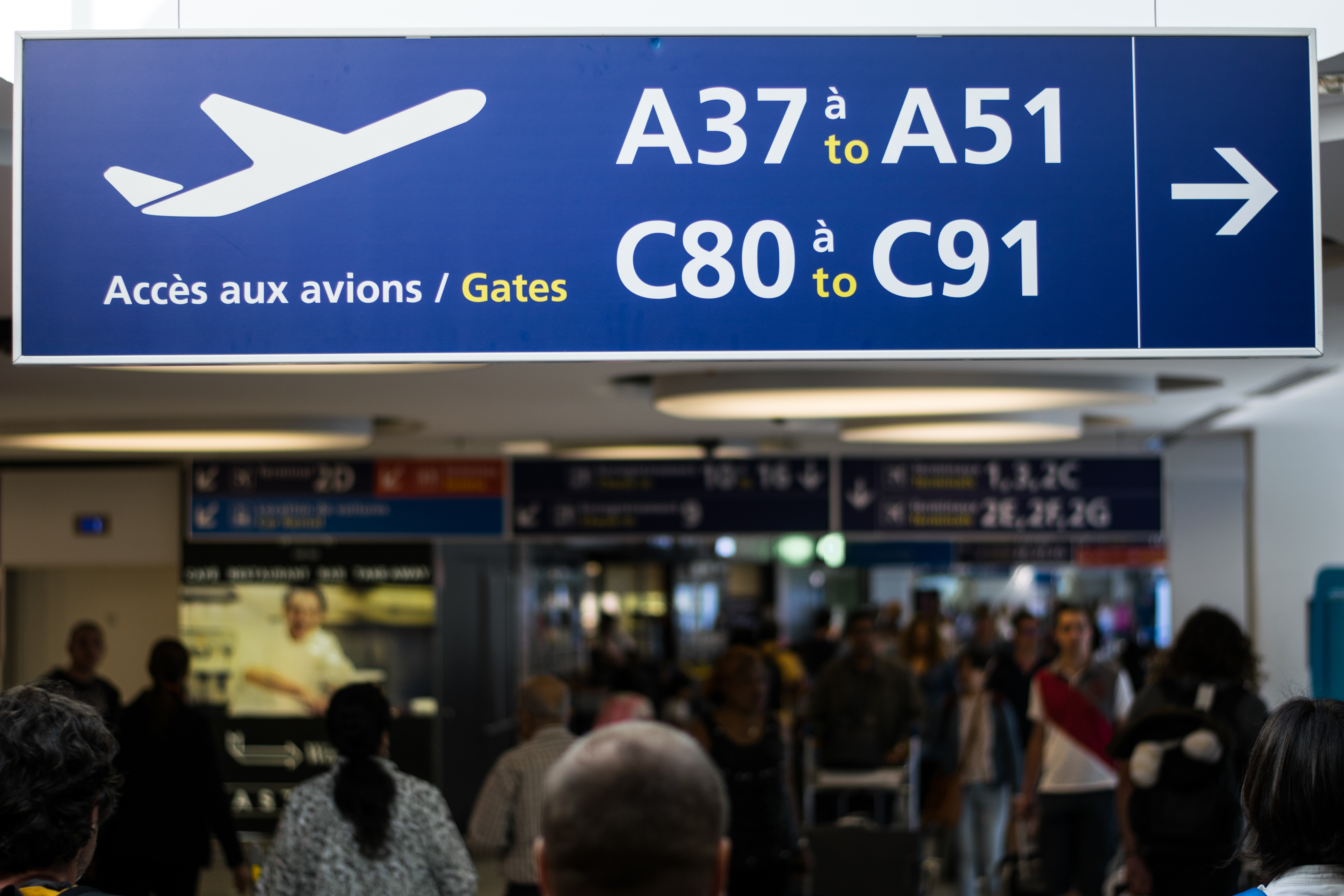
Signalétique de l'aéroport de Paris-Charles-de-Gaulle.
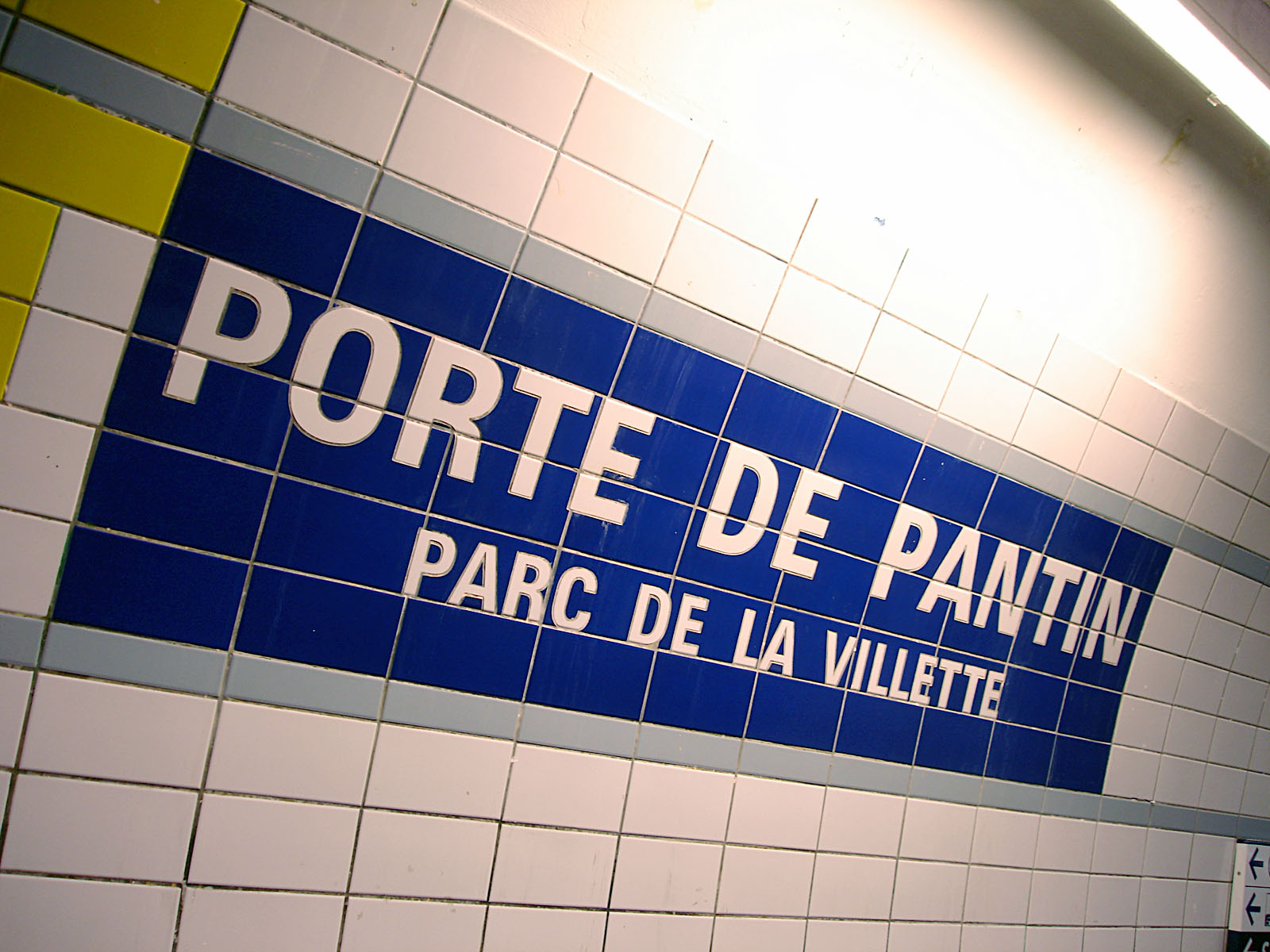
Signalétique du Métro de Paris par Adrian Frutiger (1973).
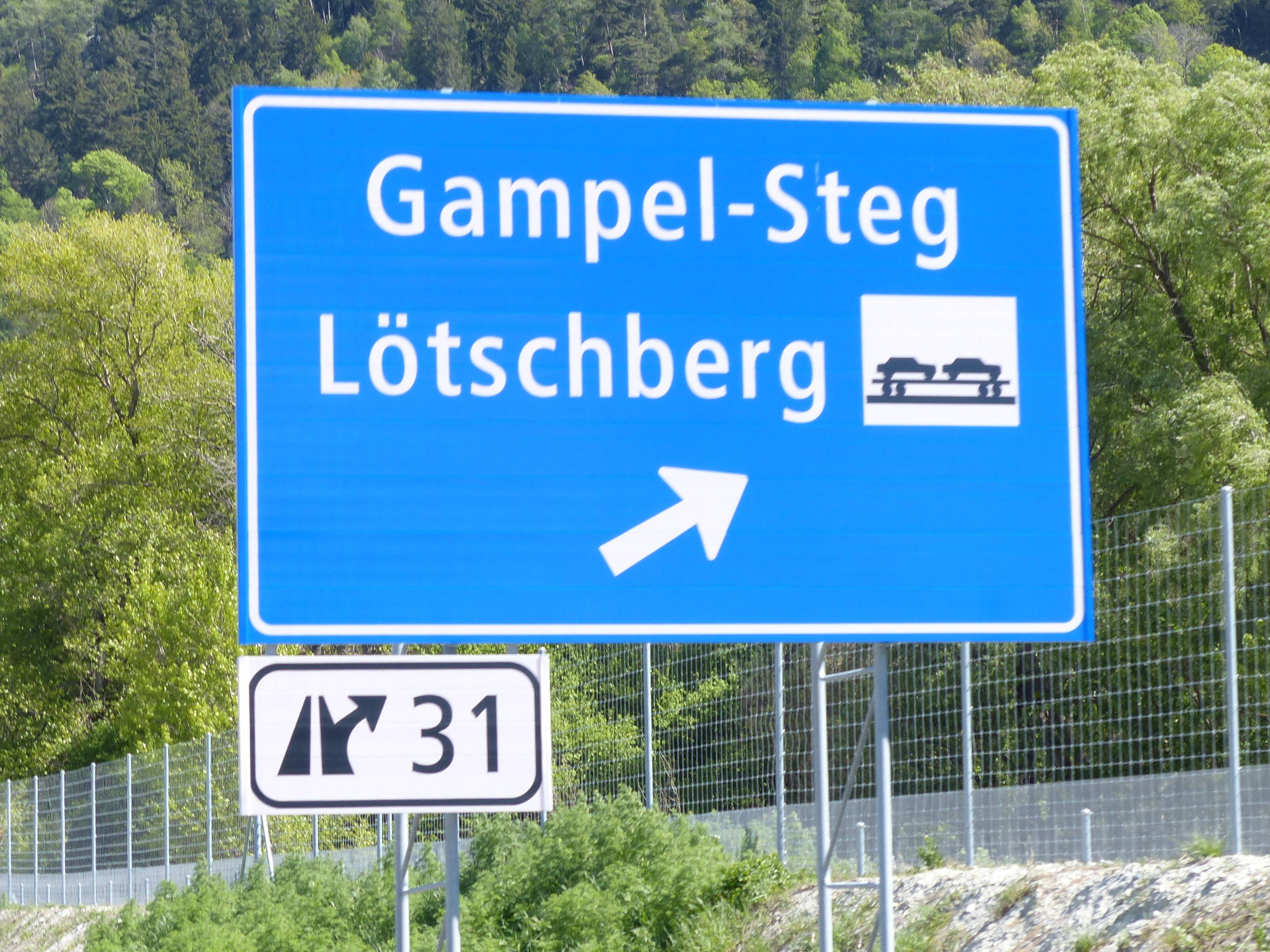
Signalétique autoroutière suisse, utilisant Astra-Frutiger.

### Alphabets d'entreprise
- Alphabet EDF-GDF (1964-1967) – logotype et alphabet pour le fournisseur énergétique Électricité de France - Gaz de France.
- Alpha BP (1968-1969) – caractère pour British Petroleum.
- Alphabet Facom (1970-1971) – caractère pour la société d'outillage Facom, pour laquelle l'atelier Frutiger réalise des catalogues depuis 1963.
- Alphabet Brancher (1971-1972) – caractère pour la société d'encres d'impression G. et P. Brancher Frères.
- Shiseido (1991) – caractère de titrage pour la société de cosmétiques Shiseido.

## Conception de logos

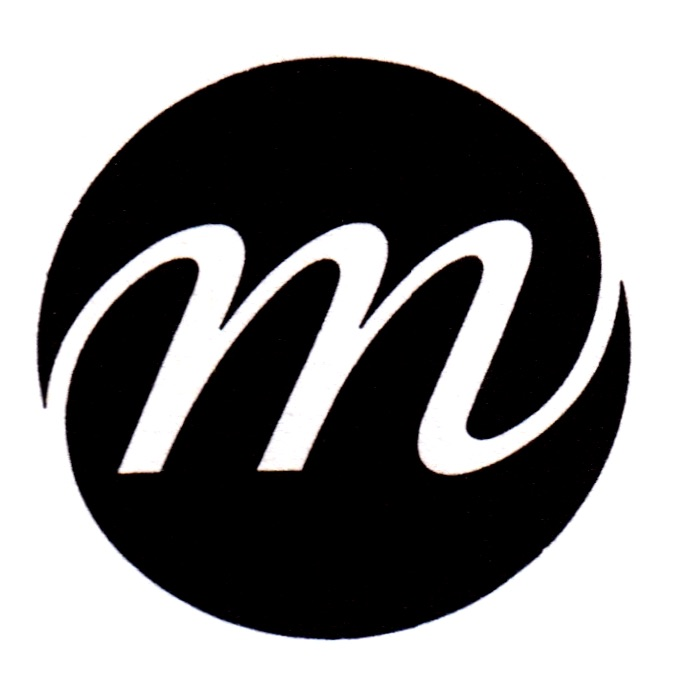
Réunion des Musées Nationaux (1969).
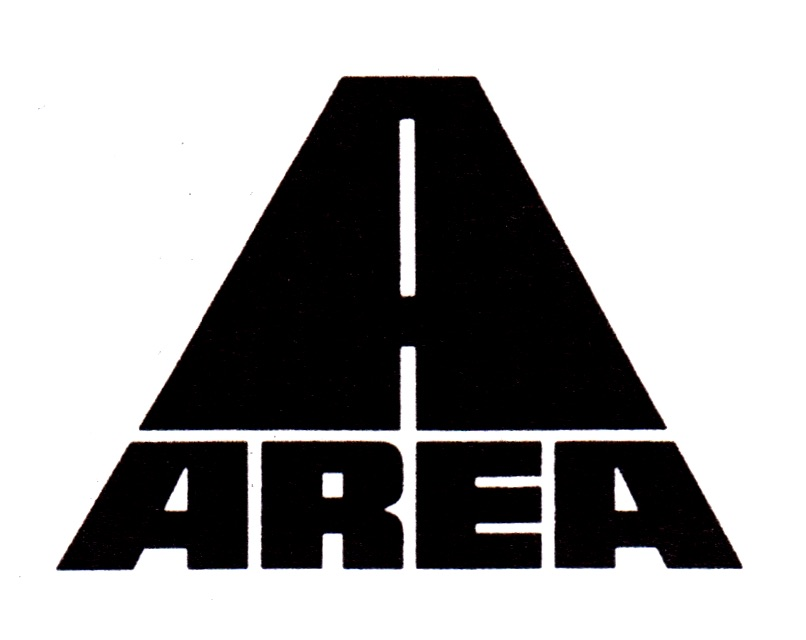
Autoroutes Rhône-Alpes (1979-1983).
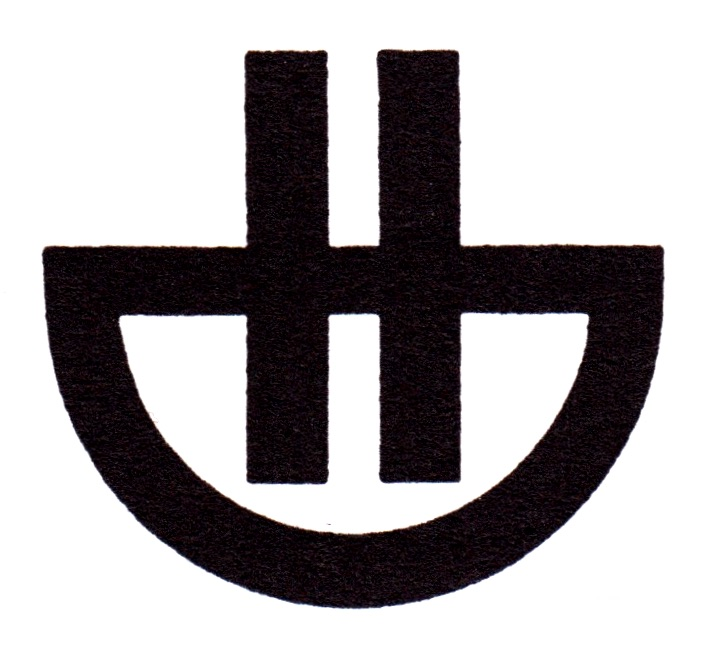
Éditions Hermann, Paris (1957-1960).
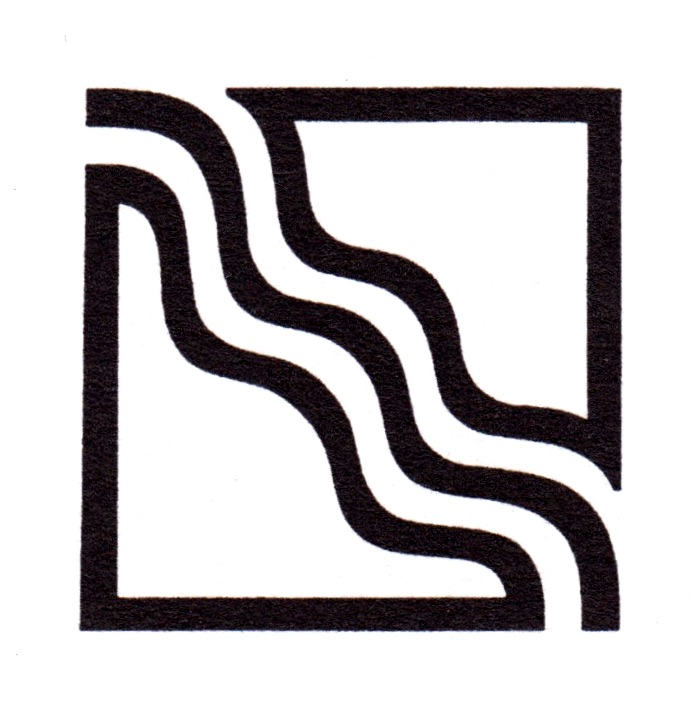
Éditions de la Thièle, Yverdon.
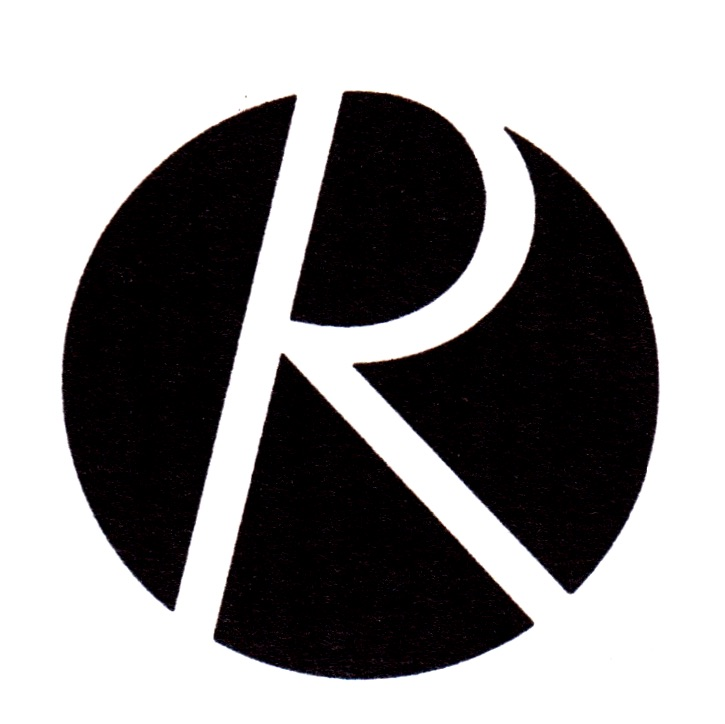
Musée Rodin, Paris (1972).
National Institute of Design, Ahmedabad, Inde.

## Livres
- Adrian Frutiger, Des signes et des Hommes, Delta & Spes, 1983
- Adrian Frutiger, L'Homme et ses signes, Atelier Perrousseaux, 2000 (ISBN 2-911220-05-6)
- Adrian Frutiger (préf. Yves Perrousseaux), À bâtons rompus : Ce qu'il faut savoir du caractère typographique, Reillanne, Atelier Perrousseaux, 2001, 96 p. (ISBN 2-911220-08-0)
- (de) Adrian Frutiger, Ein Leben für die Schrift, Verlag Schlaefli & Maurer AG, 2003 (ISBN 3-85884-015-7)
- Heidrun Osterer et Philipp Stamm, Caractères, l’Œuvre complète, Birkhäuser, 2008 (ISBN 978-3-7643-8582-8)

## Critiques
D'après Marc Smith, professeur à l'École nationale des chartes, dans une conférence au Collège de France en 2011
, en montrant un caractère dans sa forme originale et latinisée: l'« alphabet devanagari dont le dessin a été confié à un grand typographe suisse, qui est Adrian Frutiger, qui a rationalisé à son idée les signes sans avoir absolument la maîtrise culturelle parce qu'il s'est fait conseiller. Et donc de l'avis général de ceux qui lisent ce genre d'écriture, le seul véritable échec de ce très grand typographe. »